# Antti Nikkilä
Antti Nikkilä (* 25. srpna 1978, Tampere) je finský basketbalista hrající českou Národní basketbalovou ligu za tým ČEZ Basketball Nymburk. Hraje na postu pivota.
Je vysoký 210 cm, váží 122 kg.

## Kariéra
- 2003 - 2004 : Aris Soluň (řecká liga)
- 2004 - 2005 : Gravelines (francouzská liga)
- 2005 - 2006 : Caserta (italská liga)
- 2006 - 2007 : ČEZ Basketball Nymburk
- 1997 - 1999, 2008 - 2009, 2010 - 2014: Tampereen Pyrintö

## Statistiky v NBL
| Sezóna   | Soutěž      | Odehrané minuty | Průměr na zápas | Body | Průměr na zápas |
| -------- | ----------- | --------------- | --------------- | ---- | --------------- |
| 2006/07* | Mattoni NBL | 314.7           | 15.0            | 104  | 5.0             |

```
*Rozehraná sezóna - údaje k 20.1.2007 
```